# 好孩子中國
好孩子中國控股有限公司，簡稱好孩子中國控股和好孩子中國（英語：Goodbaby China Holdings Limited），在1993年，由好孩子國際控股有限公司，於江蘇昆山（總部）分拆孕嬰童產品專業零售商。
主席為宋鄭還。業務在中國內地經營銷售孕嬰童產品、同時還經營電子商務。
當時原定以招股價全球發行3.33億股新股，集資最多12.52億港元，招股價介乎2.68至3.76港元，而上市日期原定為2016年2月12日，當時代碼為6186.HK，但由於全球市況波動，因此不進行全球發售及上市的。

## 外部連結
- goodbabychina.com